# Aleksandra Tsiawu
Aleksandra Tsiawu, grec. Αλεξάνδρα Τσιάβου (ur. 26 września 1985) – grecka wioślarka, brązowa medalistka olimpijska, trzykrotna mistrzyni świata i pięciokrotna mistrzyni Europy.
Brązowa medalistka igrzysk olimpijskich w Londynie w dwójce podwójnej wagi lekkiej (razem z Christiną Jazidzidu).

## Osiągnięcia
- Mistrzostwa Świata – Gifu 2005 – dwójka podwójna wagi lekkiej – 7. miejsce[2].
- Mistrzostwa Świata – Eton 2006 – dwójka podwójna wagi lekkiej – 3. miejsce[2].
- Mistrzostwa Świata – Monachium 2007 – dwójka podwójna wagi lekkiej – 5. miejsce[2].
- Mistrzostwa Europy – Poznań 2007 – dwójka podwójna wagi lekkiej – 1. miejsce[2].
- Igrzyska Olimpijskie – Pekin 2008 – dwójka podwójna wagi lekkiej – 6. miejsce[2].
- Mistrzostwa Europy – Ateny 2008 – dwójka podwójna wagi lekkiej – 1. miejsce[2].
- Mistrzostwa Świata – Poznań 2009 – dwójka podwójna wagi lekkiej – 1. miejsce[2].
- Mistrzostwa Europy – Brześć 2009 – dwójka podwójna wagi lekkiej – 1. miejsce[2].
- Mistrzostwa Europy – Montemor-o-Velho 2010 – dwójka podwójna wagi lekkiej – 1. miejsce[2].
- Mistrzostwa Świata – Hamilton 2010 – dwójka podwójna wagi lekkiej – 3. miejsce[2]
- Mistrzostwa Świata – Bled 2011 – dwójka podwójna wagi lekkiej – 1. miejsce[2]
- Mistrzostwa Europy – Płowdiw 2011 – dwójka podwójna wagi lekkiej – 1. miejsce[2].
- Igrzyska Olimpijskie – Londyn 2012 – dwójka podwójna wagi lekkiej – 3. miejsce[2].
- Mistrzostwa Europy – Varese 2012 – dwójka podwójna wagi lekkiej – 2. miejsce[2].
- Mistrzostwa Świata – Płowdiw 2012 – jedynka wagi lekkiej – 1. miejsce[2]